# Křtitelnice

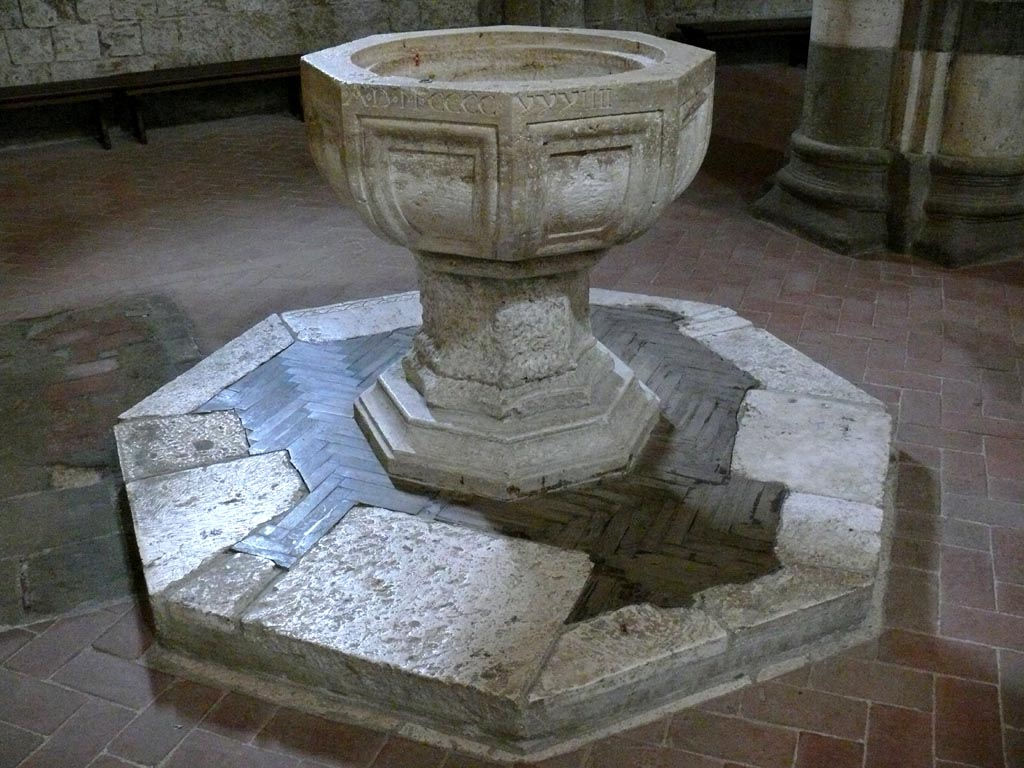
Křtitelnice, 12. století, Sovana, Itálie

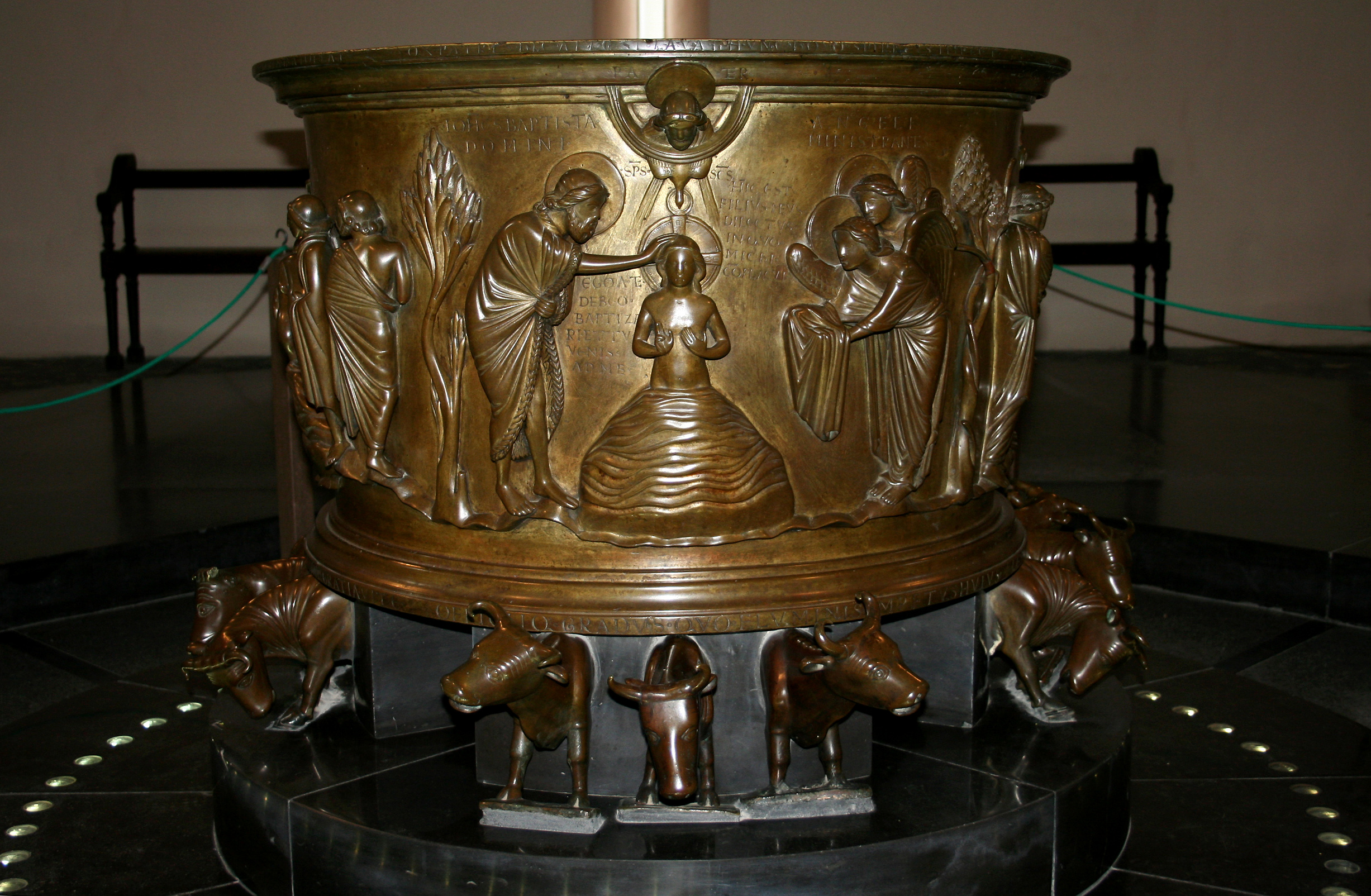
Bronzová křtitelnice, Lutych, Belgie

Křtitelnice je nádrž či nádoba se svěcenou vodou, užívaná v křesťanských chrámech ke svátosti křtu. Obsahuje svěcenou vodu, kterou je člověk pokřtěn a křtem se stává křesťanem.

## Historie a ritus
Nejstarší raně křesťanský křestní prostor se nazýval baptisterium (z řec. baptisma, křest). První archeologicky doložené příklady pocházejí ze 2. století, další -častější- až od poloviny 4. do 10. století. Baptisterium bylo samostatně stojící stavbou či ciboriovým baldachýnem. Uprostřed mělo nádrž či bazének kruhového nebo osmibokého půdorysu se soustřednými stupni, napuštěný vodou o hloubce do 1 metru, symbolicky se nazývalo Fons vitae, tedy Pramen života každého křesťana. Křtěnec býval dospělý člověk, vstupoval do něj ponořením celého těla (takzvaná imerze), a tím se očišťoval od hříchů , biskup ho zároveň křtil poléváním hlavy další vodou z mušle nebo konvičky. Rozměry baptisteria umožňovaly hromadný křest. Proslulá jsou italská baptisteria, která mívala tvar šesti- až osmiboké centrály s klenbou a kuželovitou střechou a stavěla se vedle katedrál až do konce středověku. Poslední z takových baptisterií stojí u dómu ve Florencii a jeho výzdoba byla dokončena až počátkem 15. století v renesančním slohu.
Od vrcholného středověku, zhruba od 12. až 13. století, se křest postupně stává symbolickým aktem. Křtí se dotykem s vodou, tzv. asperzí, při které se polije či postříká hlava křtěnce svěcenou vodou z křestní konvice a stéká do křestního umyvadla. Obě nádoby se zhotovovaly buď z mědi nebo ze stříbra a nazývaly se křestní souprava.

## Typologie

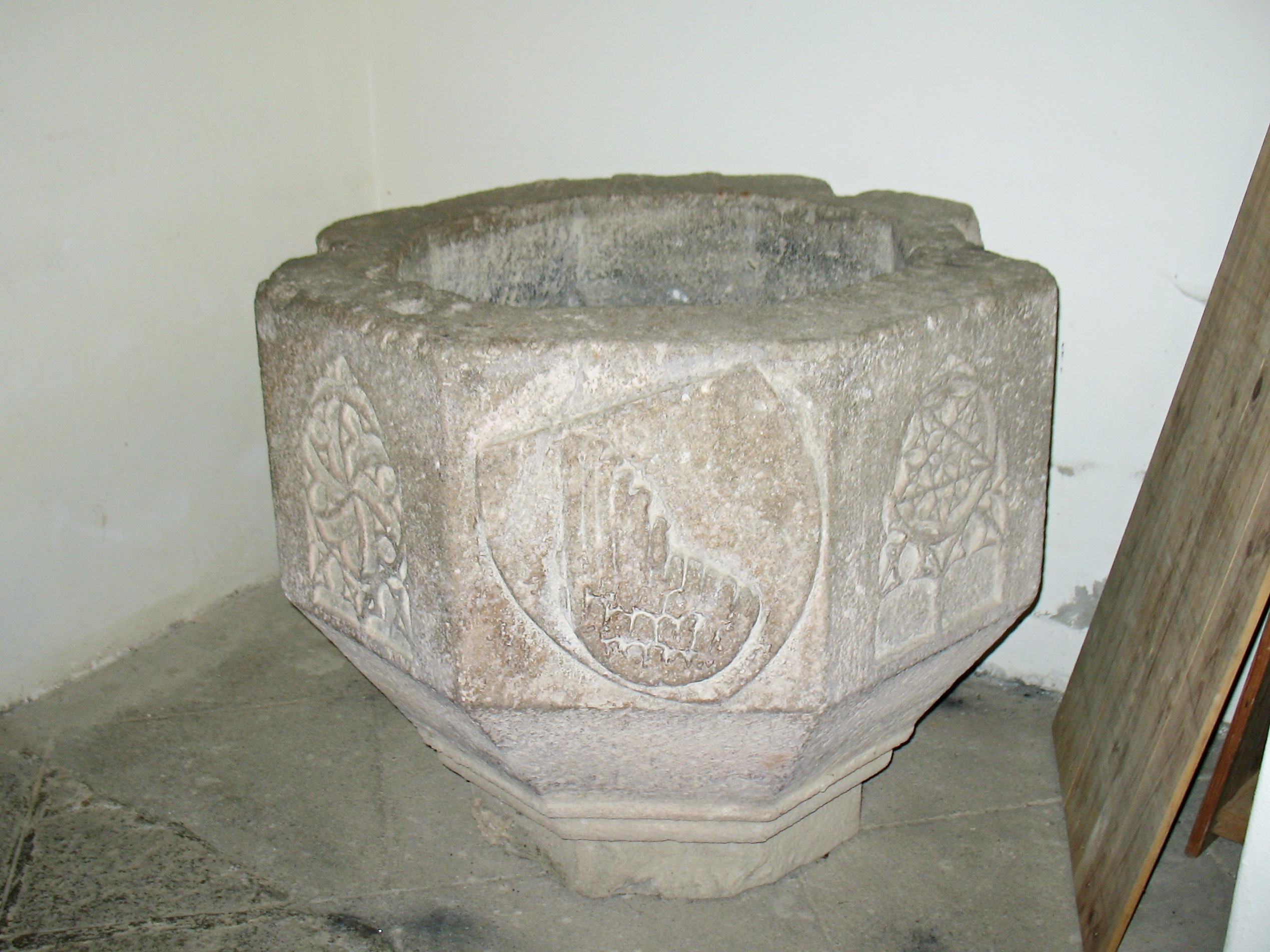
Kamenná křtitelnice v kostele sv. Martina v Žimuticích v okrese České Budějovice

Nejstarší křtitelnice byly kamenné, často  polokulovitého tvaru a zahloubené do terénu, jindy na půdorysu kruhu či osmistěnu, dále ve tvaru vany, rovnoramenného kříže či mísy.

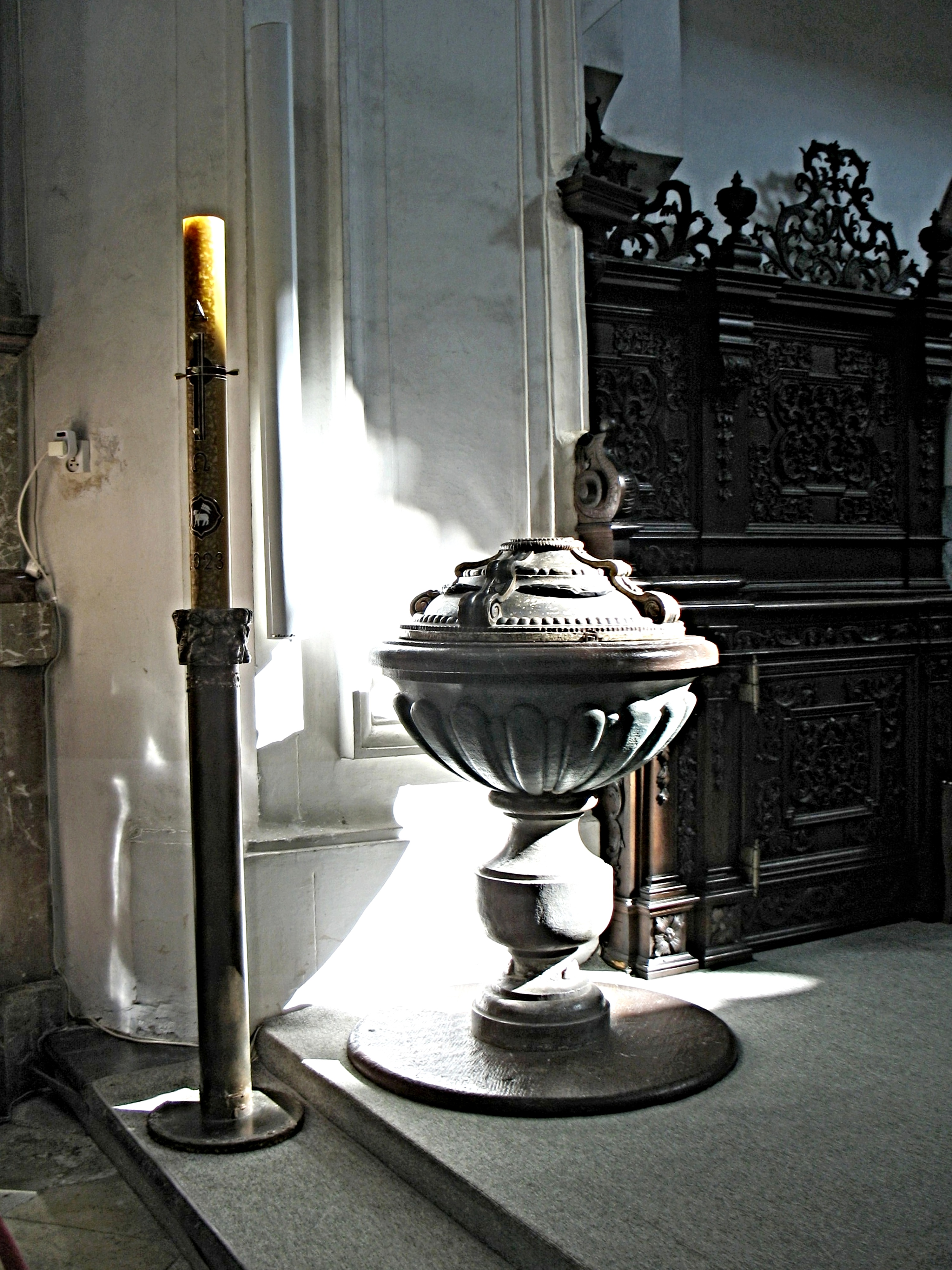
Kamenná křtitelnice s cínovým víkem v klášterním kostele v Doksanech

Od doby románské se začaly užívat stojací, v křestní kapli nebo v chrámovém prostoru samostatně stojící, architektonicky tvarované křtitelnice kamenné. Měly tvar válce, osmihranu, šestihranu, kalicha či mísy na nožkách, zakrývaly se víkem se znamením kříže či sousoším Kristova křtu. Do kamenných křtitelnic se zpravidla vkládaly kulaté mosazné křestní mísy. Od přelomu 12. a 13. století se objevily a stále více rozšiřovaly přenosné křtitelnice kovové, zprvu odlévané z bronzu, mosazi či zvonoviny (například na Spiši). V českých zemích byly křtitelnice od doby pozdní gotiky do počátku baroka specificky tvarované, odlévaly se z cínu a měly poměrně malý kotlík na třech vysokých nožkách, často zdobených hlavami vousáčů. Přenášely se pomocí dvojice uch.
V současné době u západní římskokatolické církve trvá křest asperzí. Pravoslavné církve, koptská církev a některé protestantské církve naopak dodnes praktikují křest ponořením (imerzí).

## Ikonografie a výzdoba
Podstavec či nohy křtitelnice podpírají nebo nesou služební diví mužové s plnovousem. Na plášti bývá od doby gotické pás arkád nebo polí s reliéfním cyklem 12 apoštolů s Kristem nebo scény ze života Kristova a Mariina. Na víku bývá zpodoben sv. Jan Křtitel samostatně nebo při Kristově křtu.

## Památné křtitelnice
- Bronzová křtitelnice s reliéfem Kristova křtu v Jordáně, stojící na 4 figurách lvů; kostel sv. Bartoloměje, Lutych, Belgie, Mistr Renier de Huy, 1107–1109
- Anonym: Kamenná křtitelnice s reliéfem proroků nesoucích na ramenou apoštoly, 12. století, dóm v Merseburgu, Horní Sasko
- Křtitelnice s reliéfy ze života Marie a Krista, bronz, kolem 1290; kostel sv. Petra a Pavla, Lehnice, Slezsko
- Spišské bronzové křtitelnice z 15. století, kostely v Levoči, Matejovcích, Spišské Kapitule a další
- Donatello: Křtitelnice se soškou sv. Jana Křtitele, křestní kaple baziliky Santa Maria dei Frari, Benátky, kolem roku 1440
- Křtitelnice v kostele Panny Marie Sněžné na Novém Městě Pražském, cínová